# John Meredyth Lucas
John Meredyth Lucas (Los Angeles, 1º maggio 1919 – Newport Beach, 19 ottobre 2002) è stato un produttore cinematografico, sceneggiatore e regista statunitense.

## Biografia
John Meredyth Lucas nacque a Los Angeles nel 1919. Suo padre era Wilfred Lucas, un noto regista del cinema muto, sua madre una sceneggiatrice di successo che aveva iniziato la sua carriera con David Wark Griffith. Dopo il divorzio dei genitori, John venne adottato dal nuovo marito della madre, il famoso regista Michael Curtiz.

## Filmografia

### Produttore
- Star Trek, serie tv (1967-1968)

### Sceneggiatore
- La città nera (Dark City), regia di William Dieterle (1950)
- La montagna dei sette falchi (Red Mountain), regia di William Dieterle (1951)
- Star Trek, serie tv (1967-1968)